# 科索沃国旗
科索沃共和國国旗于2008年2月17日科索沃独立后启用，旗地为蓝色，中间有一金色的科索沃地图，地图之上是6颗排列成圆拱形的白色五角星，比喻在科索沃國土內六個民族：阿爾巴尼亞族、塞爾維亞族、穆斯林族、戈兰尼族、羅姆族和土耳其族和平共處。